# Lanolepta fulva
Lanolepta fulva es una especie de insecto coleóptero de la familia Chrysomelidae. Fue descrita en 1991 por Kimoto.